# Rudolf Rubinowski
Rudolf Rubinowski – polski lekkoatleta, specjalizujący się w biegach średniodystansowych.

## Osiągnięcia
- Mistrzostwa Polski seniorów w lekkoatletyce
  - Lwów 1921 – brązowy medal w biegu na 1500 m